# Mussaenda sutepensis
Mussaenda sutepensis là một loài thực vật có hoa trong họ Thiến thảo. Loài này được Hosseus mô tả khoa học đầu tiên năm 1911.